# Ferreola
Ferreola ist eine Gattung der Wegwespen (Pompilidae). In Europa treten fünf Arten auf.

## Merkmale
Bei den Arten der Gattung Ferreola handelt es sich um mittelgroße bis große, komplett schwarze Wegwespen. Ihr Körper ist glatt und kurz, anliegend, dunkel beflaumt. Kopf und Thorax haben einen bläulichen Schimmer. Die Frons ist vor den Fühlern konvex. Die Innenränder der Facettenaugen sind oben konkav, darunter leicht konvergierend. Die Stirnplatte (Clypeus) ist lang und nahezu flach. Sie ist mit punktförmigen Strukturen versehen und ihr Apikalrand ist schwach konkav. Das Labrum ist von der Stirnplatte verdeckt. Die Maxillarpalpen sind verkürzt. Die Mandibeln haben eine spitz zulaufende spitze und ein zusätzliches Zähnchen. Das Metapostnotum ist durch das Metanotum verdeckt und nur seitlich sichtbar. Das Propodeum hat posterolateral Fortsätze, der Rücken ist glatt. Die Flügel sind bräunlich getönt und haben ein dunkles Band an der Spitze. Das Flügelmal (Pterostigma) ist klein. Die Beine haben kurze Dornen. Die Tarsen der Vorderbeine haben bei den Weibchen unscheinbare Tarsalkämme. Alle Klauen sind bifid.

## Lebensweise
Die Wespen jagen Spinnen der Familie Eresidae.

## Arten (Europa)
- Ferreola algira Lepeletier, 1845
- Ferreola diffinis (Lepeletier 1845)
- Ferreola dimidiata (Fabricius 1793)
- Ferreola insolita Wahis & Terzo 1996
- Ferreola orchesica (Kohl 1886)

## Belege